# Tượng đài Hữu nghị Campuchia – Việt Nam

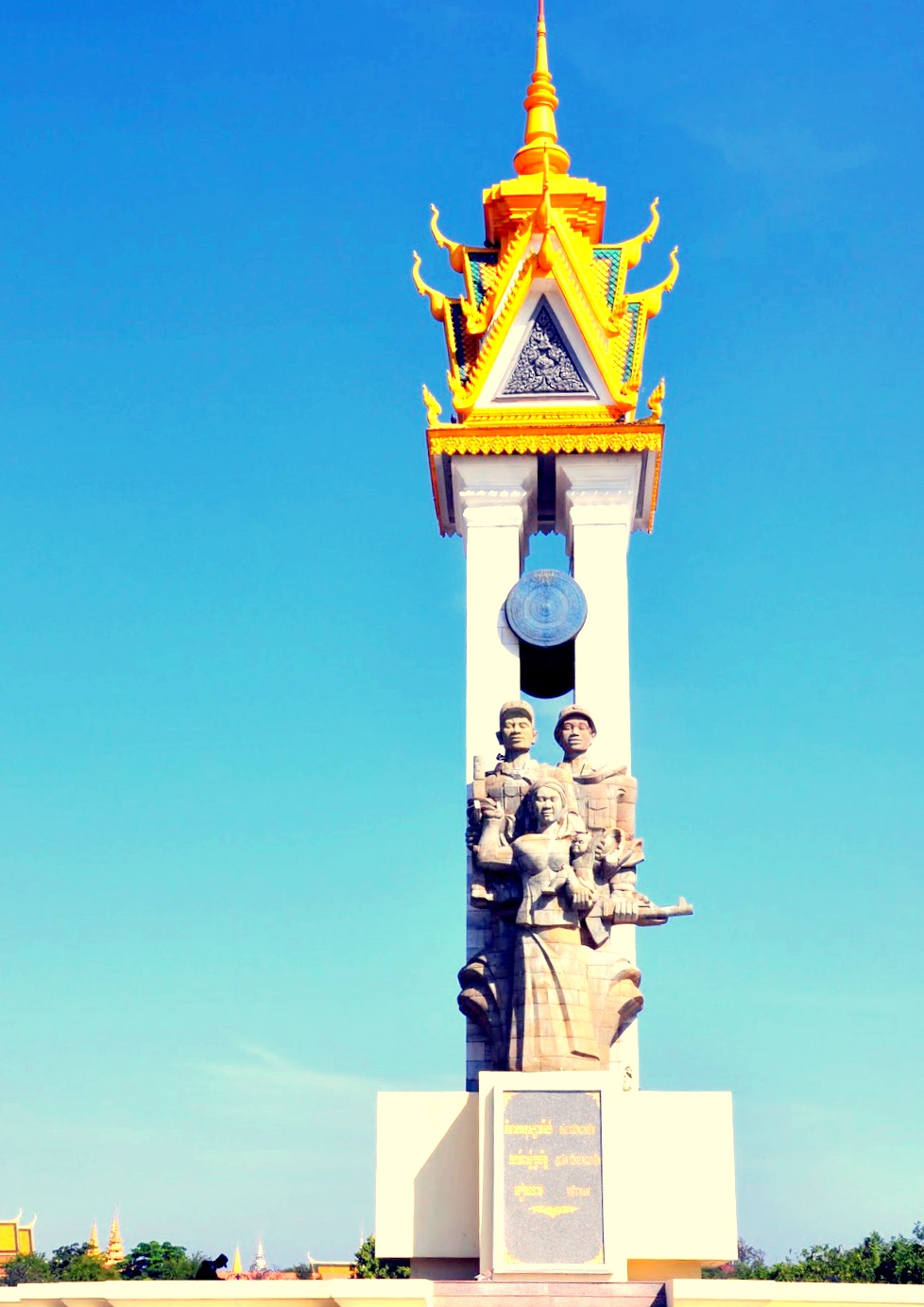
Tượng đài tại Phnom Penh

Tượng đài Hữu nghị Việt Nam - Campuchia là công trình tượng đài bằng bê tông, được xây dựng cuối những năm 1970 tại thủ đô Phnôm Pênh, gần Vương cung Campuchia để kỷ niệm liên minh Việt Nam-Campuchia, sau khi Quân đội nhân dân Việt Nam tiến vào Campuchia lật đổ chế độ diệt chủng Khmer Đỏ. Tượng đài này cũng nằm gần tư dinh của Thủ tướng Campuchia Hun Sen cũng như Vương cung Campuchia. Thủ tướng Hun Sen và các lãnh đạo của Đảng Nhân dân Campuchia vốn là đồng minh của Đảng Cộng sản Việt Nam. Hun Sen được đưa lên nắm quyền thủ tướng Campuchia trong khoảng mười năm Việt Nam đóng quân tại Campuchia. Tượng đài Hữu nghị Việt Nam - Campuchia là tượng đài nổi tiếng nhất trong các tượng đài thể hiện tình hữu nghị giữa hai quốc gia Việt Nam-Campuchia. Tượng đài là biểu tượng của tình đoàn kết, hữu nghị giữa Việt Nam và Campuchia, là sự tri ân các chiến sĩ Việt Nam làm nhiệm vụ quốc tế cao cả, giúp nhân dân Campuchia thoát họa diệt chủng do Khmer Đỏ gây ra tại Campuchia. Tổng bí thư Việt Nam Nguyễn Phú Trọng cũng đã đến dâng hoa tại Tượng đài Hữu nghị Việt Nam-Campuchia trong chuyến thăm chính thức Campuchia vào năm 2011
Tượng đài cao 11 mét, với trọng tâm là khối tạc hình một người lính Campuchia và một bộ đội Quân đội nhân dân Việt Nam đứng bảo vệ một thiếu phụ và đứa con theo phong cách của trường phái hiện thực xã hội chủ nghĩa phát triển ở Liên Xô vào thập niên 1930.

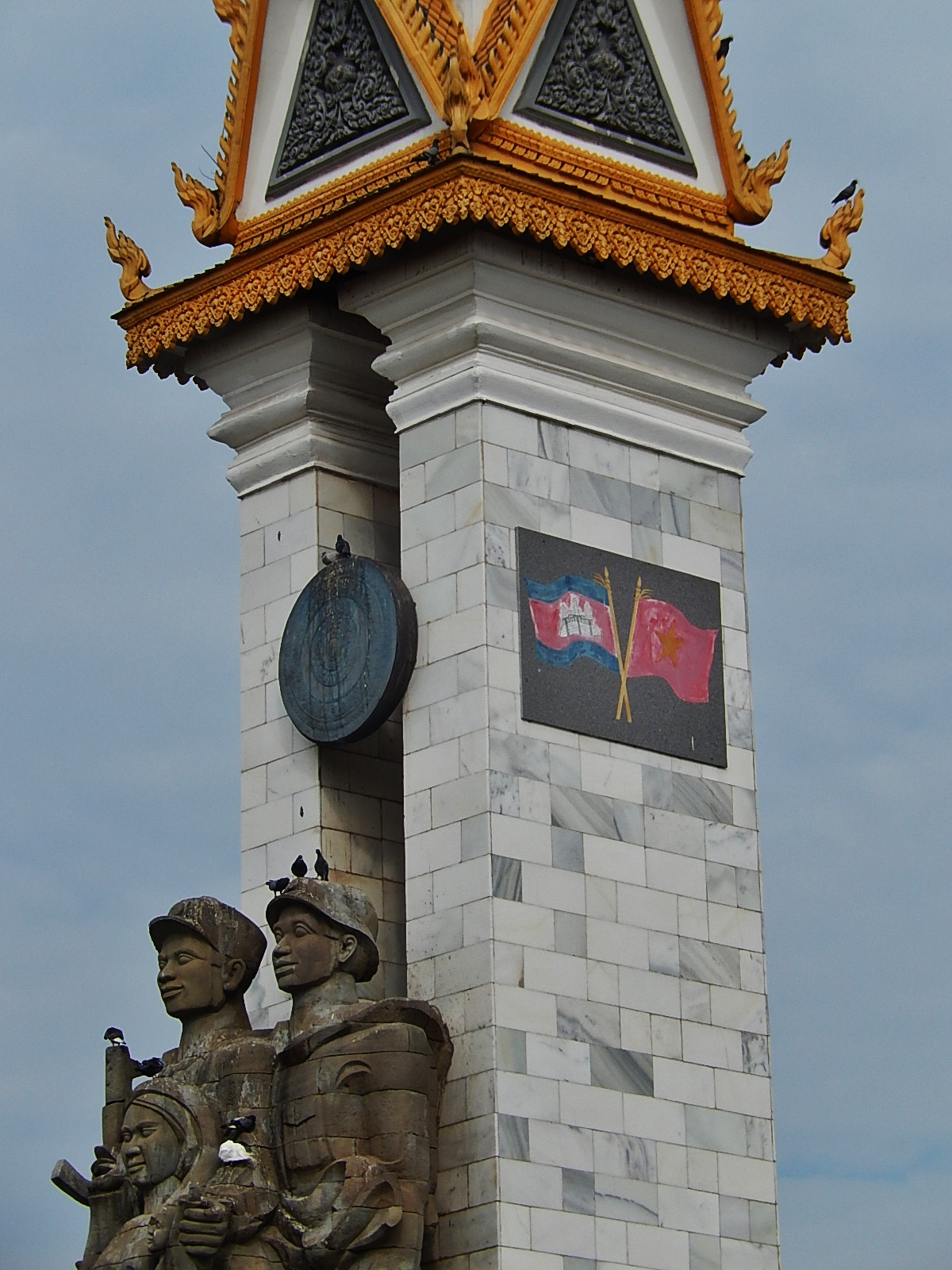
Chi tiết của tượng đài với Quốc kỳ Campuchia và Quốc kỳ Việt Nam

Năm 1998, những người Campuchia đã biểu tình cáo buộc Thủ tướng Hun Sen quá thân với Chính phủ Việt Nam và đã dùng búa phá bức tượng này và lấy xăng đốt "nhằm hủy diệt quan hệ đó" 
Ngày 29 tháng 7 năm 2007, một trái bom tự tạo 10 kg đã phát nổ tại tượng đài này. Sau đó, ngày 15 tháng 8 năm 2008, năm người Campuchia bị tòa án nước này kết án từ 15 tới 17 năm tù giam vì liên quan đến vụ nổ bom này với tội danh khủng bố và tàng trữ vũ khí, vật liệu nổ trái phép. Trong đó, Kim So Vath cầm đầu, Lăm Phên chế tạo thiết bị nổ có điểu khiển từ xa, Sơn Vi trực tiếp mang vật nổ đặt tại tượng đài, Sơn Than-còn gọi là Kim So Phat-vận chuyển thuốc nổ tới khu vực tượng đài, Kim Tươl là đồng phạm.
Vào năm 2015, Hội đồng dân tộc mặt trận đoàn kết phát triển tổ quốc Campuchia và Bộ Quốc phòng Việt Nam đã thống nhất thực hiện công tác khảo sát, kiểm tra, lập dự án sửa chữa, tu bổ, tôn tạo các Đài hữu nghị Việt Nam - Campuchia được xây dựng trên lãnh thổ Campuchia trước đây, trong đó có Tượng đài Hữu nghị Việt Nam - Campuchia và chi phí thực hiện do Chính phủ Việt Nam đài thọ. Theo Đại tá Nguyễn Anh Dũng, Tùy viên Quốc phòng Việt Nam tại Campuchia: "Dự án tu sửa, tôn tạo các tượng đài Hữu nghị Việt Nam – Campuchia là dự án có ý nghĩa vô cùng to lớn, thể hiện tình cảm đoàn kết, gắn bó hữu nghị giữa Quân đội và nhân dân hai nước, thể hiện lòng biết ơn sâu sắc của nhân dân Campuchia đối với sự hy sinh xương máu vô cùng to lớn cao cả của quân tình nguyện Việt Nam cũng như quân đội và nhân dân Campuchia trong thời kỳ những năm 79, 80, giúp nhân dân Campuchia thoát khỏi nạn diệt chủng".